# Betzdorfer City-Night
Die Betzdorfer City-Night, bis 2008 auch Erzquell-City-Night und 2012–2014 Sparkassen City-Night nach dem jeweiligen Hauptsponsor der Erzquell Brauerei und der Kreissparkasse Altenkirchen, ist ein Radsport-Kriterium im rheinland-pfälzischen Betzdorf. Seit 2016 heißt das Rennen wieder Betzdorfer City-Night.
Das frühere Kriterium und heutige Rundstreckenrennen besteht seit 1996 und steigt inzwischen im 2-Jahres-Rhythmus im Sommer in der Betzdorfer Innenstadt. Der Veranstalter ist der Radsportclub Betzdorf 1984. Nach Angaben des Veranstalters zählt das Rennen zu den fünf bestbesetzten in ganz Deutschland. Mit mehr als 12.000 Zuschauern waren die Rennen in der Vergangenheit gut besucht.
Neben dem Rennen der Profis finden im Vorprogramm ein Rennen für Acht- bis Zwölfjährige über vier Runden und ein Amateurrennen (B- und C-Klasse) über 70 Runden statt. Die Hauptveranstaltung ist 90 Runden lang. Die Länge des Kurses beträgt 900 Meter.

## Geschichte
Das Kriterium in der Betzdorfer Innenstadt fand erstmals 1996 statt und füllte zuerst den Platz eines Rennens für die deutsche Amateur-Elite aus. Es gingen 52 Fahrer an den Start.
Im Laufe der Jahre gewann das Rundstreckenrennen im deutschen Radsportkalender immer mehr an Bedeutung. Nur 1998 musste das Rennen aufgrund einer Baustelle auf dem eigentlichen Kurs abgesagt werden. Bei der vierten Ausgabe im Jahr 2000 ging mit Bert Grabsch erstmals ein damaliger GS I-Fahrer an den Start. In den darauffolgenden Rennen nahm die Zahl der Profis stetig zu, so bewies zum Beispiel im Jahr 2001 Udo Bölts sein Können auf dem Kurs.
2002 wurde die Rennlänge von 85 auf 90 Runden erhöht. Mit Jens Heppner, Jörg Ludewig, Patrick Sinkewitz und Michael Rich war das Rennen namhaft besetzt. So auch in den Jahren 2003 und 2004. Mit Robbie McEwen konnte sich 2005, bei der neunten Auflage, erstmals ein internationaler Star in die Siegerliste eintragen.
2007 fand das Rennen zum letzten Mal für längere Zeit für die männlichen Profis statt, 2008 wurde es als Profi-Frauenrennen ausgetragen und von Angela Henning gewonnen.
Nach dreijähriger Pause wurde die City-Night am 6. Juli 2012 mit der Kreissparkasse Altenkirchen als neuem Hauptsponsor neu aufgelegt, allerdings ohne Profibeteiligung. Das reine Amateurrennen für die Klassen A/B/C und (2014) auch U17 zählt mit rund 10.000 Besuchern nach wie vor zu den sportlichen Höhepunkten in der Siegstadt Betzdorf. Im Vorfeld der Veranstaltung findet alljährlich eine gut besuchte Pressekonferenz statt. Die Hauptklasse der A/B-Amateure startet in Dunkelheit unter Flutlicht.
Die City Night wird seit 2012 im zweijährlichen Rhythmus durchgeführt. Die letzten Rennen trug der RSC Betzdorf am 18. Juli 2014, sowie am 19. August 2016 aus.
Die 16. Auflage der City Night fand am 10. August 2018 statt.
2022 fand die City Night zum 17. und bisher letzten Mal nach der coronabedingten Unterbrechung statt.
Nach einem Brand Anfang des Jahres 2024 entlang der Strecke musste die 18. Ausgabe des Rennens abgesagt werden, da die Sicherheit für das Fahrerfeld entlang der Strecke nicht gewährleistet werden konnte. Das 2024 abgesagte Rennen soll am 29. August 2025 nachgeholt werden.

## Siegerliste
| - 2008 Angela Hennig - 2007 Linus Gerdemann - 2006 Erik Zabel - 2005 Robbie McEwen - 2004 Danilo Hondo | - 2003 Jens Voigt - 2002 Udo Bölts - 2001 Michael Schlickau - 2000 Björn Glasner | - 1999 Wolfgang Oschwald - 1998 nicht ausgetragen - 1997 Michael Schlickau - 1996 Uwe Preißler |